# Maribondo
Maribondo is een gemeente in de Braziliaanse deelstaat Alagoas. De gemeente telt 14.144 inwoners (schatting 2009).